# Petnjica
Petnjica (Петњица) är en ort i kommunen Petnjica i norra Montenegro. Den hade 623 invånare vid folkräkningen 2011. Befolkningen består mestadels av  bosniaker.